# 1961 у футболі
Нижче наведені футбольні події 1961 року у всьому світі.

## Засновані клуби
- Кристал (Херсон)
- Торпедо (Жодіно) (Білорусь)
- Шахтар (Солігорськ) (Білорусь)

## Національні чемпіони
- Англія: Тоттенхем Хотспур
- Аргентина: Расінг (Авельянеда)
- Італія: Ювентус
- Іспанія: Реал Мадрид
- Парагвай: Серро Портеньо
- СРСР: Динамо (Київ)